# Oleksandr Kvachuk
Oleksandr Kvachuk, né le 23 juillet 1983 à Kirovohrad en Union des républiques socialistes soviétiques, est un coureur cycliste ukrainien.

## Palmarès et classements mondiaux

### Palmarès
- 2001
  -  Champion du monde sur route juniors
  - Giro della Lunigiana :
    - Classement général
    - 2e étape

  - Giro di Basilicata :
    - Classement général
    - 1re étape

  -  Médaillé d'argent du championnat du monde du contre-la-montre juniors
  - 3e de la Vuelta al Besaya
  - 3e de la Coupe du monde UCI Juniors
- 2005
  - 3e du championnat d'Ukraine sur route
- 2007
  - 3e des Paths of King Nikola
- 2009
  - 3e du championnat d'Ukraine sur route
- 2011
  -  Champion d'Ukraine sur route
  -  Champion d'Ukraine du contre-la-montre
- 2013
  - Prologue du Tour de Roumanie (contre-la-montre par équipes)
- 2014
  - 3e de la Race Horizon Park 2

### Résultats sur les grands tours

#### Tour d'Espagne
1 participation
- 2012 : 125e

### Classements mondiaux
| Année            | 2006 | 2007 | 2008 | 2009 | 2010 | 2011 | 2012 | 2013  | 2014 |
| ---------------- | ---- | ---- | ---- | ---- | ---- | ---- | ---- | ----- | ---- |
| UCI World Tour   |      |      |      |      |      | 182e | nc   |       |      |
| UCI America Tour |      | 150e |      |      |      |      |      |       |      |
| UCI Asia Tour    |      | 157e | 242e |      | 189e |      |      |       | 205e |
| UCI Europe Tour  | 692e | 414e | 612e | 249e |      |      |      | 1141e | 519e |